# Letnie Igrzyska Olimpijskie 1968
XIX Letnie Igrzyska Olimpijskie (oficjalnie Igrzyska XIX Olimpiady) odbyły się w 1968 roku w mieście Meksyku.
Meksykańskie igrzyska przeszły do historii jako jedne z upolitycznionych. Dziesięć dni przed uroczystym otwarciem imprezy studenci, protestujący przeciwko finansowaniu przez państwo tak wielkiego przedsięwzięcia (biorąc pod uwagę ubóstwo społeczeństwa), starli się z wojskiem i policją. W wyniku walk zginęło 250 protestujących, a ponad tysiąc trafiło do szpitali. Wydarzenia te przeszły do historii jako masakra w Tlatelolco.
Po raz kolejny nie dopuszczono do udziału w igrzyskach państw prowadzących politykę rasistowską (RPA i Rodezja). Natomiast po raz pierwszy reprezentacje Zachodnich i Wschodnich Niemiec występowały oddzielnie. Nowością było przeprowadzenie testów antydopingowych oraz testów płci.

## Państwa uczestniczące

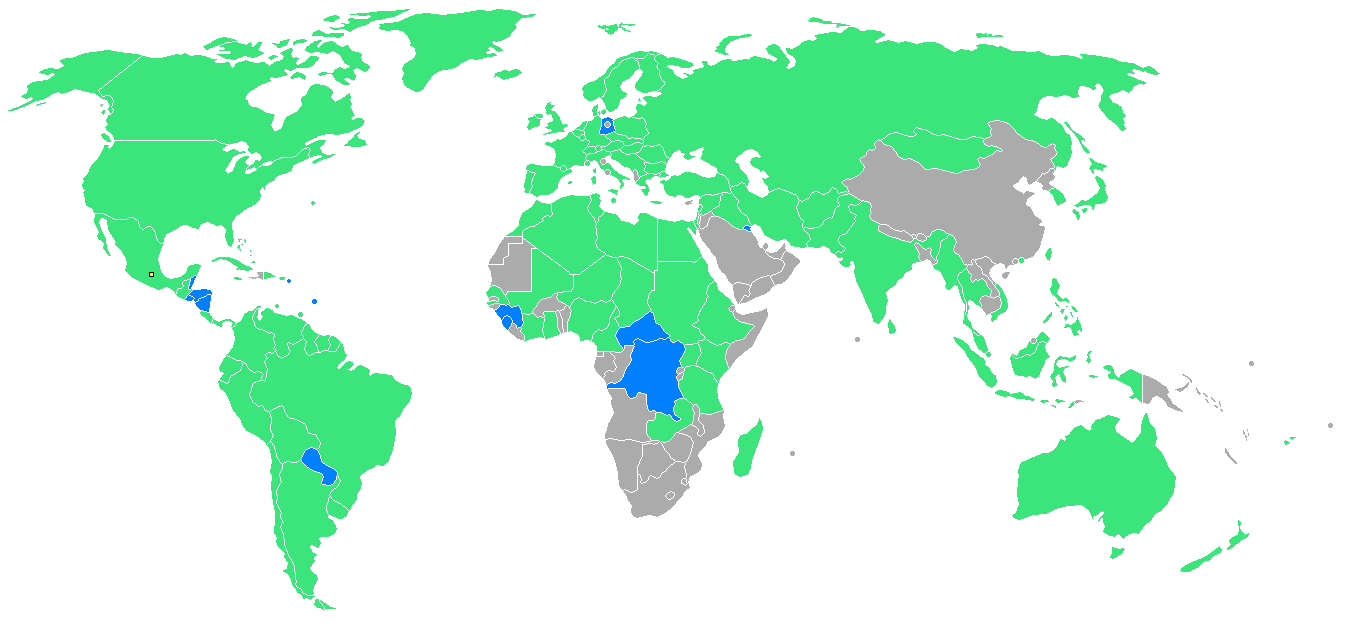
Państwa uczestniczące

| - Afganistan - Algieria - Antyle Holenderskie - Argentyna - Australia - Austria - Bahamy - Barbados - Belgia - Bermudy - Birma - Boliwia - Brazylia - Bułgaria - Cejlon - Chile - Republika Chińska - Czad - Czechosłowacja - Dania - Demokratyczna Republika Konga - Dominikana - Ekwador - Etiopia - Fidżi - Filipiny - Finlandia - Francja | - Ghana - Grecja - Gujana - Gwatemala - Gwinea - Hiszpania - Holandia - Honduras - Honduras Brytyjski - Hongkong - Indie - Indonezja - Irak - Iran - Irlandia - Islandia - Izrael - Jamajka - Japonia - Jugosławia - Kamerun - Kanada - Kenia - Kolumbia - Korea Południowa - Kostaryka - Kuba - Libia | - Liban - Liechtenstein - Luksemburg - Madagaskar - Malezja - Mali - Malta - Maroko - Meksyk - Monako - Mongolia - Niger - Nigeria - Nikaragua - Norwegia - Nowa Zelandia - NRD - Pakistan - Panama - Paragwaj - Peru - Polska - Portoryko - Portugalia - Republika Środkowoafrykańska - RFN - Rumunia - Salwador | - San Marino - Senegal - Sierra Leone - Singapur - Stany Zjednoczone - Sudan - Surinam - Syria - Szwajcaria - Szwecja - Tajlandia - Tanzania - Trynidad i Tobago - Tunezja - Turcja - Uganda - Urugwaj - Wenezuela - Węgry - Wielka Brytania - Wietnam Południowy - Włochy - Wybrzeże Kości Słoniowej - Wyspy Dziewicze Stanów Zjednoczonych - Zambia - Zjednoczona Republika Arabska - ZSRR |

Na igrzyskach w Meksyku pojawiło się 12 debiutantów: Barbados, Belize (jako Honduras Brytyjski), Demokratyczna Republika Konga (jako Kongo-Kinszasa), Gwinea, Honduras, Kuwejt, Nikaragua, Paragwaj, Republika Środkowoafrykańska, Salwador, Sierra Leone
i Wyspy Dziewicze Stanów Zjednoczonych.

## Wyniki
| - boks - gimnastyka - hokej na trawie - jeździectwo - kajakarstwo - kolarstwo - koszykówka - lekkoatletyka - pięciobój nowoczesny - piłka nożna |  | - piłka wodna - pływanie - podnoszenie ciężarów - siatkówka - skoki do wody - strzelectwo - szermierka - wioślarstwo - zapasy - żeglarstwo |

### Dyscypliny pokazowe
- pelota
- tenis ziemny

## Statystyka medalowa
| Klasyfikacja medalowa              |                   |       |        |      |       |
| Lp.                                | Państwo           | złoto | srebro | brąz | razem |
| 1                                  | Stany Zjednoczone | 45    | 28     | 34   | 107   |
| 2                                  | ZSRR              | 29    | 32     | 30   | 91    |
| 3                                  | Japonia           | 11    | 7      | 7    | 25    |
| 4                                  | Węgry             | 10    | 10     | 12   | 32    |
| 5                                  | NRD               | 9     | 9      | 7    | 25    |
| 6                                  | Francja           | 7     | 3      | 5    | 15    |
| 7                                  | Czechosłowacja    | 7     | 2      | 4    | 13    |
| 8                                  | RFN               | 5     | 11     | 10   | 26    |
| 9                                  | Australia         | 5     | 7      | 5    | 17    |
| 10                                 | Wielka Brytania   | 5     | 5      | 3    | 13    |
| 11                                 | Polska            | 5     | 2      | 11   | 18    |
| Zobacz pełną klasyfikację medalową |                   |       |        |      |       |

## Medale zdobyte przez Polaków

### Złote
- Jerzy Kulej - boks - waga lekkopółśrednia
- Irena Szewińska - lekkoatletyka, bieg na 200 m
- Waldemar Baszanowski - podnoszenie ciężarów - waga lekka
- Józef Zapędzki - strzelectwo - pistolet szybkostrzelny
- Jerzy Pawłowski - szermierka - szabla

### Srebrne
- Artur Olech - boks - waga musza
- Józef Grudzień - boks -waga lekka

### Brązowe
- Hubert Skrzypczak - boks - waga papierowa
- Stanisław Dragan - boks - waga półciężka
- Janusz Kierzkowski - kolarstwo torowe 1000 m ze startu zatrzymanego
- Irena Szewińska - lekkoatletyka, bieg na 100 m
- Henryk Trębicki - podnoszenie ciężarów, waga kogucia
- Marian Zieliński - podnoszenie ciężarów, waga lekka
- Norbert Ozimek - podnoszenie ciężarów, waga półciężka
- Marek Gołąb - podnoszenie ciężarów, waga lekkociężka
- Halina Aszkiełowicz, Krystyna Czajkowska, Krystyna Jakubowska, Krystyna Krupa, Józefa Ledwig, Jadwiga Marko-Książek, Barbara Niemczyk, Krystyna Ostromęcka, Elżbieta Porzec, Zofia Szcześniewska, Wanda Wiecha, Lidia Żmuda - siatkówka
- Egon Franke, Adam Lisewski, Ryszard Parulski, Zbigniew Skrudlik, Witold Woyda - szermierka - floret drużynowo
- Bohdan Gonsior, Henryk Nielaba, Bohdan Andrzejewski, Kazimierz Barburski, Michał Butkiewicz - szermierka - szpada drużynowo